# Adhemarius mexicanus
Adhemarius mexicanus là một loài bướm đêm thuộc họ Sphingidae. Nó được miêu tả bởi Balcázar-Lara và Beutelspacher, năm 2001, và được tìm thấy ở México, ở đó nó is found from Oaxaca to Jalisco.